# عبد الله عطيف

## الحياة الشخصية
هو من عائلة رياضية فهو شقيق اللاعبين: عبده عطيف وأحمد عطيف وعلي عطيف وصقر عطيف.

## مسيرته الكروية

### الشباب
تدرج النجم الشاب في الفئات السنية في نادي الشباب السعودي وكانت بدايته في الدوري السعودي الممتاز للناشئين موسم 2007–2008 حل مع فريقه بالمركز السادس وتمكن من تسجيل هدفين وساهم في صناعة العديد من الأهداف وفي موسم 2008–2009 احتل فريقه المركز السادس على سلم الترتيب ولتألقه مع الفريق كان يشارك مع فئة الشباب في نفس الموسم في الدوري السعودي للشباب وسجل هدفاً وحيداً ليساهم في تحقيق المركز الرابع لفريقه.

### لوليتيانو
بعد المستوى المذهل الذي ظهر به المنتخب السعودي الشاب في نهائيات كأس العالم تحت 20 سنة 2011 في كولمبيا الذي صعد إلى دور الثمن نهائي من البطولة وقد كان عبد الله أحد أهم ركائز هذا المنتخب قرر الكثير من نجوم المنتخب الشاب أن يشدوا الرحال إلى أوروبا بحثاً عن احتراف حقيقي ينشدون به النجومية والتألق وكان من ضمن الراحل الشقيق صقر عطيف وكانت وجهتهم هي البرتغال.
و لضيق الوقت وقع النجم صيف العام 2012 مع نادي لوليتيانو البرتغالي أحد أندية الدرجة الثانية في البرتغال وقد صرح الشقيق الأكبر صقر بأن النادي هو مرحلة استعدادية قبل خوض التجربة في الدوري الممتاز.
بسبب الخلافات مع إدارة نادي الشباب تأخر وصول بطاقة النجم الدولية ثم بعد أن استخرج الاتحاد الدولي بطاقة بديلة لهما بدأ النجم المشاركة مع فريقه البرتغالي.
وكانت البداية عندما شارك أمام فريق ريبرا برافا في المباراة التي انتهت بالتعادل السلبي وقد شهدت المباراة مشاركة اللاعب طوال التسعون الدقيقة وفي المباراة التالية أمام فريق يونياو ليريا شارك اللاعب أساسي في تشكيلة الفريق وقد حصل على البطاقة الصفراء بعد مرور نصف ساعة قبل أن يحصل على بطاقة أخرى ليطرد في الدقيقة 62 من عمر المباراة مما حرمه المشاركة في مباراة الجولة التالية.
وبعد انقضاء العقوبة شارك في مباراة ضد فريق كلوب فوتبول بنفيكا ليسجل هدفاً في الدقيقة 50 من المباراة التي انتهت بفوز لوليتيانو بهدفين مقابل هدف .
استمرت مشاركات اللاعب حيث شارك في مباراته الرسمية الرابعة ضد فريق بينهالوفينسي في المباراة التي انتهت بهزيمة الفريق بهدفين نظيفين.

### الهلال
انتقل عبد الله عطيف من نادي الشباب إلى نادي الهلال عام 2013.

## مسيرته الدولية
- لعب مع المنتخب السعودي للشباب في تصفيات كأس اسيا للشباب 2011 وكأس اسيا للشباب 2010 وكأس العالم تحت 20 سنة 2011 في كولمبيا.
- في يونيو عام 2018، تم اختيار عطيف وضمه إلى التشكيلة النهائية للمنتخب السعودي والمُشاركة بمونديال كأس العالم 2018 في روسيا.[6]
- اختير ضمن تشكيلة المنتخب السعودي الأول في كأس العالم 2022 في قطر.[7]

### أهدافه الدولية
| # | التاريخ        | المنشأة الرياضية             | المنافس   | الهدف | النتيجة | المناسبة                             |
| - | -------------- | ---------------------------- | --------- | ----- | ------- | ------------------------------------ |
| 1 | 12 ديسمبر 2012 | ملعب علي صباح السالم، الكويت | اليمن     | 1–0   | 1–0     | بطولة اتحاد غرب آسيا لكرة القدم 2012 |
| 2 | 2010           |                              | أوزبكستان | 1-1   | 1-1     | كأس آسيا للشباب 2010                 |

## الإنجازات
الهلال
- دوري المحترفين السعودي (5): 2016–17، 2017–18، 2019-2020، 2020–21، 2022-22.
- كأس خادم الحرمين الشريفين (4): 2015، 2017، 2019-2020
- كأس ولي العهد السعودي (1): 2016
- كأس السوبر السعودي (2): 2015، 2018
- دوري أبطال آسيا (2): 2019، 2021

## وصلات خارجية
- عبد الله عطيف على موقع الاتحاد الدولي (مؤرشف)  (الإنجليزية)
- عبد الله عطيف على موقع قاعدة بيانات كرة القدم.إي يو (الإنجليزية)
- عبد الله عطيف على موقع ناشيونال فوتبول تيمز (الإنجليزية)
- عبد الله عطيف على موقع Soccerway.com (الإنجليزية)
- عبد الله عطيف على موقع عالم كرة القدم.نت (الإنجليزية)